# Districtes de Londres

Localització geogràfica del Gran Londres amb els seus districtes en el context d'Anglaterra.

L'àrea administrativa del Gran Londres, la capital del Regne Unit, està dividida en els trenta-dos districtes de Londres, més la Ciutat de Londres (La City), que n'és políticament independent. En anglès s'anomenen London Boroughs. En el seu temps, aquests es reparteixen en dues corones urbanes. La primera, Londres-Centre (Inner London) es troba més propera al centre, i correspon amb exactitud amb l'àrea de l'antic Comtat de Londres, mentre que la segona o Londres-Perifèria (Outer London) correspon a àrees antigament relacionades amb la capital que avui en dia en formen part.

## Història
Els districtes de Londres que veiem en l'actualitat van ser creats per un decret de 1963, el London Government Act 1963. Aquesta llei va entrar en pràctica l'1 d'abril de 1965 amb la creació del que seria el Gran Londres, substituint l'existent Comtat de Londres i una àrea metropolitana immediata situada als comtats veïns. Les primeres eleccions de districte a Londres tingueren lloc el 1964, amb els partits elegits actuant com a oposició fins a l'any següent.
Les funcions i competències d'aquests districtes eren més àmplies que les dels anteriors districtes metropolitans del Comtat de Londres, és a dir el Gran Londres estava més federalitzat que en la seva encarnació anterior, si bé els anteriors districtes-comtats de Croydon, West Ham i East Ham varen perdre poders.
Entre 1965 i 1986 els districtes de Londres formaven part d'un sistema de govern dual, compartint poders amb el Greater London Council (GLC), o ajuntament general de Londres. Si més no, l'1 d'abril de 1986 aquest ajuntament es va abolir, fent el Gran Londres encara més federal i convertint els seus districtes en autoritats unitàries. És a dir, esdevingueren un híbrid entre comtat i districte. A partir del 2000 ha existit un nou ajuntament per a la totalitat de la ciutat de Londres, aquest cop sota el nom de Greater London Authority i menys competències que el GLC. Aquesta nova entitat ha representat pèrdua d'estatus per als districtes, que ja no són entitats autònomes d'Anglaterra.
La més petita Ciutat de Londres, l'àrea actualment d'oficines també anomenada La City o Square Mile, té el seu propi cos de govern anomenat City of London Corporation, que és més antiga que els districtes.

## Funcions
Els districtes de Londres sóna dministrats pels ajuntaments de districte (London Borough Councils), elegits un cop cada quatre anys. Els districtes són les principals autoritats locals de Londres i tenen competències sobre la major part dels serveix locals en el seu territori: escoles, serveis socials, escombreries i vies urbanes. Alguns serveis que funcionen en la totalitat del territori londinenc són administrats des de l'ajuntament del Gran Londres (Greater London Authority), mentre que part dels serveis que funcionen per tota la ciutat s'administren des dels ajuntaments de districte. Existeixen també agrupacions de districtes per a altres serveis, com en el cas dels d'escombreries a l'oest (West London Waste Authority). Els districtes londinencs són zones de govern local amb funcions semblants als districtes metropolitans (metropolitan boroughs) que existeixen a la resta d'Anglaterra. Cada districte de Londres funciona com a Autoritat d'Educació Local, si bé fins a 1990 els districtes del Londres-Centre compartien la mateixa entitat: Inner London Education Authority.

### Serveis compartits
S'anomenen serveis compartits les funcions que comparteixen dos districtes o més. Al començament alguns districtes es resistien a aquest tipus d'agrupació per por a perdre la seva autoritat, si bé els retalls en pressupost de finals de la dècada del 2000 han fet més visible la necessitat d'unir-se per alguns serveis. Westminster i Hammersmith & Fulham s'uniren en els seus serveis educatius, incloent-hi admissió a les escoles i el transport l'any 2011. El 2010 Westminster, Hammersmith & Fulham i Kensington & Chelsea, tots governants pel Partit Conservador, van anunciar els seus plans de crear un "super-ajuntament". Cadascun mantindria la seva identitat política i competències generals, així com els seus polítics, si bé els treballadors i els pressuposts es compartirien per a estalviar davant les retallades. Lambeth i Southwark han expressat interès a fer el mateix.

## Llista de districtes
| Plantilla:London boroughs imagemap | 1. City of London 2. City of Westminster 3. Kensington i Chelsea 4. Hammersmith i Fulham 5. Wandsworth 6. Lambeth 7. Southwark 8. Tower Hamlets 9. Hackney 10. Islington 11. Camden 12. Brent 13. Ealing 14. Hounslow 15. Richmond upon Thames 16. Kingston upon Thames 17. Merton | 1. Sutton 2. Croydon 3. Bromley 4. Lewisham 5. Greenwich 6. Bexley 7. Havering 8. Barking i Dagenham 9. Redbridge 10. Newham 11. Waltham Forest 12. Haringey 13. Enfield 14. Barnet 15. Harrow 16. Hillingdon |

## Entitats que el componen i antics districtes
| Districtes del Londres-Centre | Districtes antics  | Districtes antics      | Districtes antics    |
| ----------------------------- | ------------------ | ---------------------- | -------------------- |
| Camden                        | Hampstead (11a)    | St Pancras (11b)       | Holborn (11c)        |
| Greenwich                     | Greenwich (22a)    | Woolwich (part) (22b)  |                      |
| Hackney                       | Hackney (9a)       | Shoreditch (9b)        | Stoke Newington (9c) |
| Hammersmith i Fulham          | Hammersmith (4a)   | Fulham (4b)            |                      |
| Islington                     | Islington (10a)    | Finsbury (10b)         |                      |
| Kensington i Chelsea          | Kensington (3a)    | Chelsea (3b)           |                      |
| Lambeth                       | Lambeth (6a)       | Wandsworth (part) (6b) |                      |
| Lewisham                      | Lewisham (21a)     | Deptford (21b)         |                      |
| Southwark                     | Bermondsey (7b)    | Camberwell (7c)        | Southwark (7a)       |
| Tower Hamlets                 | Bethnal Green (8a) | Poplar (8c)            | Stepney (8b)         |
| Wandsworth                    | Battersea (5b)     | Wandsworth (part) (5a) |                      |
| Westminster                   | Paddington (2c)    | St Marylebone (2b)     | Westminster (2a)     |

| Districtes del Londres-Perifèria | Districtes antics            | Districtes antics           | Districtes antics          | Districtes antics                   | Districtes antics                   |
| -------------------------------- | ---------------------------- | --------------------------- | -------------------------- | ----------------------------------- | ----------------------------------- |
| Barking i Dagenham               | Barking (part) (25a)         | Dagenham (part) (25b)       |                            |                                     |                                     |
| Barnet                           | Barnet (31a)                 | East Barnet (31b)           | Finchley (31d)             | Hendon (31c)                        | Friern Barnet (31e)                 |
| Bexley                           | Bexley (23b)                 | Erith (23a)                 | Crayford (23c)             | Chislehurst and Sidcup (part) (23d) |                                     |
| Brent                            | Wembley (12a)                | Willesden (12b)             |                            |                                     |                                     |
| Bromley                          | Bromley (20c)                | Beckenham (20b)             | Orpington (20e)            | Penge (20a)                         | Chislehurst and Sidcup (part) (20d) |
| Croydon                          | Croydon (19a)                | Coulsdon and Purley (19b)   |                            |                                     |                                     |
| Ealing                           | Acton (13b)                  | Ealing (13a)                | Southall (13c)             |                                     |                                     |
| Enfield                          | Edmonton (30c)               | Enfield (30a)               | Southgate (30b)            |                                     |                                     |
| Haringey                         | Hornsey (29b)                | Tottenham (29c)             | Wood Green (29a)           |                                     |                                     |
| Harrow                           | Harrow (32)                  |                             |                            |                                     |                                     |
| Havering                         | Romford (24a)                | Hornchurch (24b)            |                            |                                     |                                     |
| Hillingdon                       | Hayes and Harlington (33c)   | Ruislip Northwood (33b)     | Uxbridge (33a)             | Yiewsley and West Drayton (33d)     |                                     |
| Hounslow                         | Brentford and Chiswick (14c) | Feltham (14a)               | Heston and Isleworth (14b) |                                     |                                     |
| Kingston upon Thames             | Kingston upon Thames (16a)   | Malden and Coombe (16b)     | Surbiton (16c)             |                                     |                                     |
| Merton                           | Mitcham (17c)                | Merton and Morden (17b)     | Wimbledon (17a)            |                                     |                                     |
| Newham                           | West Ham (27a)               | East Ham (27b)              | Barking (part) (27c)       | Woolwich (part) (27d)               |                                     |
| Redbridge                        | Ilford (26a)                 | Wanstead and Woodford (26b) | Dagenham (part) (26c)      | Chigwell (part) (26d)               |                                     |
| Richmond upon Thames             | Barnes (15a)                 | Richmond (15b)              | Twickenham (15c)           |                                     |                                     |
| Sutton                           | Beddington (18c)             | Carshalton (18b)            | Sutton and Cheam (18a)     |                                     |                                     |
| Waltham Forest                   | Chingford (28a)              | Leyton (28c)                | Walthamstow (28b)          |                                     |                                     |